# Das Ich und das Es
Das Ich und das Es ist eine Schrift von Sigmund Freud, die am 24. April 1923 veröffentlicht wurde. Freud entwickelte darin ein Modell der Psyche und ihrer Funktionsweise.
Das Seelenleben wird demnach durch die Beziehungen zwischen drei Instanzen bestimmt, die schrittweise auseinander hervorgehen: dem Es, dem Ich und dem Über-Ich. Dieses genetische Strukturmodell der Psyche wird meist als zweite Topik bezeichnet, also als zweites räumliches Modell, im Unterschied zur ersten Topik, die Freud im November 1899 in Die Traumdeutung vorgelegt hatte.
Das Es enthält die psychischen Repräsentanzen der organischen Triebe, die auf sofortige Befriedigung drängen. Es enthält außerdem das Verdrängte: Vorstellungen, die früher bewusst waren. Das Es ist von der Außenwelt abgeschnitten; unter dem Einfluss der Außenwelt entsteht aus ihm das Ich. Das Ich kontrolliert den Zugang zur Außenwelt durch Wahrnehmung und Motorik und versucht, gestützt auf das Denken, eine realitätsangemessene Befriedigung der Es-Bedürfnisse herbeizuführen. Aus dem Ich entwickelt sich durch die Identifizierung mit den Eltern das Über-Ich. Das Über-Ich richtet seine Aggression gegen das Ich und kritisiert es; das Ich reagiert hierauf mit Schuldgefühlen, die häufig unbewusst sind.
Die Verdrängung oder Abwehr vollzieht sich nicht, wie Freud früher angenommen hatte, zwischen dem Bewusstsein als der verdrängenden Instanz und dem Unbewussten als dem Verdrängten. Die Instanzen, die die Verdrängung vollziehen, sind vielmehr das Ich und das Über-Ich; beide Instanzen sind teilweise unbewusst.
Freud hat dieses Modell in zwei Schriften weiter ausgearbeitet: in der Neuen Folge der Vorlesungen zur Einführung in die Psychoanalyse von 1933 und im Abriss der Psychoanalyse von 1939/40.
Das entstandene Drei-Instanzen-Modell hat bis heute, trotz aller Weiterentwicklung und Kritik, große Bedeutung für die psychoanalytische Theoriebildung.

## Inhalt

### Übersicht
Zunächst hatte Freud angenommen, die Verdrängung vollziehe sich zwischen dem Bewusstsein und dem Unbewussten. Diese Auffassung hat sich für ihn als nicht haltbar erwiesen. Die verdrängende Instanz ist keineswegs das Bewusstsein, sondern das Ich, und das Ich ist in wesentlichen Teilen unbewusst. Das Unbewusste ist also kein Teilsystem des psychischen Apparats, sondern eine Qualität des Psychischen, die sämtlichen Teilsystemen zukommen kann. Diese Auffassung nötigt Freud zu einer Revision seiner bisherigen Vorstellungen über den Aufbau des Seelenlebens. (Teil I, „Bewusstsein und Unbewusstes“)
Grundlage des Seelenlebens ist das Es, der Sitz von Empfindungen, Gefühlen, Leidenschaften und Objektbesetzungen, die allesamt unbewusst sind. Die Empfindungen des Es beruhen auf den Trieben, die Triebe drängen ohne Rücksicht auf die Außenwelt auf sofortige Befriedigung. Der Einfluss der Außenwelt führt dazu, dass sich aus dem Es das Ich ausdifferenziert. Das Ich vertritt dem Es gegenüber die Außenwelt; es versucht, vernünftig zwischen Es und Außenwelt zu vermitteln. Das Ich glaubt, das Es zu kontrollieren, wird aber tatsächlich oft von ihm beherrscht. Das Es ist auch der Ort des Verdrängten: von Vorstellungen, die früher einmal im Ich vorhanden und bewusst waren, die dann vom Ich ins Es abgeschoben und damit unbewusst wurden und die durch den kontinuierlichen Verdrängungswiderstand des Ichs daran gehindert werden, ins Ich zurückzukehren und wieder bewusst zu werden. (Teil II, „Das Ich und das Es“)
Aus dem Ich heraus entwickelt sich die dritte Instanz des psychischen Apparats, das Über-Ich. Es entsteht durch die Identifizierung mit beiden Eltern am Ende der ödipalen Phase, also etwa im fünften Lebensjahr. Die Identifizierung besteht darin, dass sich das Ich an Objekte angleicht, die vom Es besetzt werden. Mit dieser Angleichung bietet sich das Ich dem Es als Ersatzobjekt an. Diese narzisstische Wendung ermöglicht es dem Ich, die libidinösen Beziehungen des Es zu den Eltern zu verdrängen. Die erotischen Bindungen an die Eltern werden dadurch in unbewusster Form konserviert, die aggressiven Beziehungen zu ihnen werden umgewandelt in die Aggression des Über-Ichs gegen das Ich. Das Über-Ich ist also der Stellvertreter der frühen triebhaften Beziehungen zu den Eltern und damit der Repräsentant des Es gegenüber dem Ich. Das Über-Ich ist aber zugleich auch eine Reaktionsbildung gegen die libidinösen und aggressiven Triebregungen, also eine Verstärkung entgegengesetzter Einstellungen, mit der Aufgabe, die triebhaften Beziehungen zu den Eltern zu bekämpfen. (Teil III, „Das Ich und das Über-Ich (Ichideal)“)
Das Es gründet sich auf zwei Triebarten oder Triebgruppen: auf den Eros und auf den Todestrieb. Die Energie des Eros wird von Freud als „Libido“ bezeichnet, die Energie des Todestriebs hat bei ihm keine spezielle Bezeichnung. Die Libido nimmt wiederum zwei unterschiedliche Formen an: sie richtet sich entweder auf Objekte oder auf das Ich. Die libidinöse Besetzung von Objekten wird von Freud mit der Sexualität gleichgesetzt, die libidinöse Besetzung des Ichs heißt bei ihm Narzissmus; in dieser zweiten Form ist die Libido desexualisiert. Auch der Todestrieb tritt in zwei Gestalten auf. Primär ist er auf Selbstzerstörung aus; erst sekundär wird er auf äußere Objekte abgelenkt; diese Umlenkung kommt durch die Mischung mit den Sexualtrieben zustande, also mit objektbezogener Libido. Der Todestrieb strebt danach, das Lebendige letztlich wieder in einen unbelebten Zustand zu überführen. Das Ich verwandelt die direkt sexuelle, auf Objekte gerichtete Libido des Es in Libido, die sich auf das Ich richtet, in desexualisierte narzisstische Libido. Mit dieser Desexualisierungstendenz bekämpft das Ich den Eros; es steht insofern im Dienste des Todestriebs. Für das Es ist der Eros eine Quelle der Spannungssteigerung und damit der Unlust; das Es bekämpft die vom Eros hervorgerufenen Störungen, indem es auf rasche Triebbefriedigung drängt; hierbei orientiert es sich am Lustprinzip, am Streben nach Unlustvermeidung. Auch das Es steht also im Dienste der Bekämpfung des Eros und damit des Todestriebs. (Teil IV, „Die beiden Triebarten“)
Das Ich steht in dreierlei Abhängigkeiten: vom Es, von der Außenwelt und vom Über-Ich. Damit drohen ihm drei Arten von Gefahren, und es reagiert auf sie mit drei Arten von Angst. Mit der neurotischen Angst reagiert es auf die Gefahren, die ihm vonseiten der Libido des Es drohen, mit der Realangst antwortet es auf Gefahren aus der Außenwelt, und mit der Gewissensangst (dem Schuldgefühl) reagiert es auf die Gefahr, die vom Über-Ich her droht. Die Beziehung zwischen dem Ich und dem Über-Ich ist geprägt durch die Aggression des Über-Ichs gegen das Ich und durch das hierauf antwortende Schuldgefühl des Ichs gegenüber dem Über-Ich. Die Aggression des Über-Ichs ist Erbin der Aggression des Es gegen die Eltern in der ödipalen Phase und damit ein Abkömmling des Todestriebs. Das Schuldgefühl ist die Modifikation einer Realangst: der Angst des Ichs davor, von den Eltern verlassen zu werden; die Angst, verlassen zu werden, beruht wiederum auf der Kastrationsangst. Das Schuldgefühl ist teilweise unbewusst, es äußert sich dann als Strafbedürfnis. In der psychoanalytischen Therapie zeigt sich das unbewusste Schuldgefühl darin, dass der Patient an der Strafe des Leidens festhält und deshalb nicht gesund wird; das unbewusste Schuldgefühl ist also eine der Ursachen für die negative therapeutische Reaktion, für die Verschlimmerung des Leidens im Verlauf der Behandlung. (Teil V, „Die Abhängigkeiten des Ichs“)

### Bewusstsein und Unbewusstes (Teil I)
Die Unterscheidung zwischen dem Bewusstsein und dem Unbewussten ist grundlegend für die Psychoanalyse. Der deskriptive Begriff des Unbewussten hat zwei Bedeutungen. Er bezieht sich einerseits auf Vorstellungen, die aktuell nicht im Bewusstsein sind, die aber jederzeit bewusst werden können. Er bezieht sich außerdem auf Vorstellungen, die durch eine Kraft daran gehindert werden, bewusst zu werden, durch den Widerstand des Ichs. Freud nennt die erste Art des Unbewussten das Vorbewusste. Nur die zweite Art des Unbewussten, das nicht nur deskriptiv, sondern auch dynamisch Unbewusste, ist das Unbewusste im Sinne der Psychoanalyse.
Die Verdrängung und damit die Neurose vollzieht sich keineswegs, wie Freud zunächst angenommen hatte, im Verhältnis zwischen einem verdrängenden Bewusstsein und einem verdrängten Unbewussten. Die verdrängende Instanz ist vielmehr das Ich, und für dieses Ich gilt, dass es in wesentlichen Teilen unbewusst ist. Vom Ich geht der Widerstand gegen die Aufhebung der Verdrängung aus, und dieser Widerstand ist dem Ich weitgehend unbewusst. Demnach gibt es neben dem Vorbewussten und dem Verdrängten noch eine dritte Art des Unbewussten. Damit scheidet die Möglichkeit aus, die Opposition von Bewusstem und Unbewusstem zur Unterscheidung der verschiedenen Bereiche des Seelenlebens zu verwenden. Zur Verarbeitung dieser Einsicht entwirft Freud eine neue Konzeption des psychischen Apparats.

### Das Ich und das Es (Teil II)

Freuds Zeichnung im Buch „Das Ich und das Es“ von 1923.

Freud nimmt an, dass der psychische Apparat aus verschiedenen Teilen besteht – „Instanzen“ oder „Systemen“ –, und er erklärt die Beziehungen zwischen den Teilen des Apparats mit Hilfe eines räumlichen Modells, einer Topik (vom griechischen Wort topos für: „Ort“). In Das Ich und das Es illustriert er diese Topik mit Hilfe einer Zeichnung. Ein anderes Raummodell des Psychischen hatte Freud bereits 1899 in Die Traumdeutung vorgelegt; das in Das Ich und das Es entwickelte Strukturmodell wird deshalb häufig als zweite Topik bezeichnet.
Das psychische Individuum ist ein Es, dem ein Ich oberflächlich aufsitzt. Den Begriff des Es übernimmt Freud ausdrücklich von Georg Groddeck; das substantivierte Personalpronomen soll bei Groddeck darauf verweisen, dass wir von unbekannten, unbeherrschbaren Mächten „gelebt“ werden. Für Freud ist das Es ein „quantitativ-qualitativ Anderes im seelischen Ablauf“ (S. 291), es ist unbewusst, in ihm herrscht uneingeschränkt das Lustprinzip. Zum Es gehören die Empfindungen und Gefühle, die von den Trieben ausgehen; es ist der Stammsitz der Triebenergie, darunter der Libido; alle Ich-Libido ist sekundär. Vom Es gehen die Objektbesetzungen aus. Da die Triebe miteinander im Konflikt liegen, ist das Es der Ort widerstreitender Empfindungen, Gefühle und Objektbesetzungen. Das Es ist auch der Ort des Verdrängten (in der Zeichnung „Vdgt“), also von Vorstellungen, die durch den Widerstand des Ichs daran gehindert werden, bewusst zu werden.
Aus dem Es hat sich, unter dem Einfluss der Außenwelt, das Ich ausdifferenziert. Das Es ist vom Ich nicht scharf abgegrenzt. Die Ausnahme bildet das Verdrängte, hier gibt es zwischen dem Ich und dem Es eine Barriere, den Verdrängungswiderstand (im Diagramm durch eine doppelte Linie dargestellt); mit dem übrigen Es hingegen fließt das Verdrängte zusammen, deshalb kann letzteres auf dem Umweg über das Es mit dem Ich kommunizieren. Das Ich enthält die beiden Systeme Wahrnehmung-Bewusstsein (in der Zeichnung: „W-Bw.“) und Vorbewusstes (in der Zeichnung: „Vbw“); das Vorbewusste besteht vor allem aus akustischen Worterinnerungen; die Bewusstwerdung des Verdrängten vollzieht sich dadurch, dass die verdrängten Vorstellungen zunächst mit Wortvorstellungen verbunden werden. Die senkrechten punktierten Linien in der Zeichnung sollen vermutlich die Erinnerungsreste darstellen. Das Ich trägt eine schief sitzende „Hörkappe“ (S. 293; in der Zeichnung durch ein aufgesetztes Kästchen mit der Bezeichnung „akust.“ repräsentiert). Freud verweist für die schiefe Positionierung auf das Zeugnis der Gehirnanatomie und verbindet seine Topik des Psychischen so mit der Neuro-Anatomie; vermutlich denkt er an das Wernickesche Sprachzentrum.

Gehirnmännchen oder Homunculus

Das Ich entwickelt sich ausgehend von der Wahrnehmung, und zwar nicht nur der Außenwelt, sondern auch der Innenwelt; nur durch diese doppelte Orientierung der Wahrnehmung kann es seine Aufgabe erfüllen, zwischen Außenwelt und Es zu vermitteln. Die im Es existierenden Empfindungen werden vom Ich als Lust- und Unlustempfindungen wahrgenommen und bewusst. Das Ich ist bestrebt, dem Es gegenüber die Außenwelt zur Geltung zu bringen und das Realitätsprinzip an die Stelle des Lustprinzips zu setzen. Dabei ist entscheidend, dass es den Zugang zu den Muskelbewegungen kontrolliert. Das Es ist jedoch stärker als das Ich; das Ich pflegt „den Willen des Es in Handlung umzusetzen, als ob es der eigene wäre“ (S. 294).

„Die funktionelle Wichtigkeit des Ichs kommt darin zum Ausdruck, daß ihm normalerweise die Herrschaft über die Zugänge zur Motilität eingeräumt ist. Es gleicht so im Verhältnis zum Es dem Reiter, der die überlegene Kraft des Pferdes zügeln soll, mit dem Unterschied, daß der Reiter dies mit eigenen Kräften versucht, das Ich mit geborgten. Dieses Gleichnis trägt ein Stück weiter. Wie dem Reiter, will er sich nicht vom Pferd trennen, oft nichts anderes übrigbleibt, als es dahin zu führen, wohin es gehen will, so pflegt auch das Ich den Willen des Es in Handlung umzusetzen, als ob es der eigene wäre.“

Das Ich entwickelt sich aber nicht nur durch die Wahrnehmung. Für die Entstehung des Ichs ist außerdem der Körper und vor allem dessen Oberfläche bestimmend. Das Ich ist „die Projektion einer Oberfläche“, vergleichbar mit dem somatosensorischen Kortex der Neuroanatomie („Gehirnmännchen“):

„Das Ich ist vor allem ein körperliches, es ist nicht nur ein Oberflächenwesen, sondern selbst die Projektion einer Oberfläche. Wenn man eine anatomische Analogie für dasselbe sucht, kann man es am ehesten mit dem "Gehirnmännchen" der Anatomen identifizieren, das in der Hirnrinde auf dem Kopf steht, die Fersen nach oben streckt, nach hinten schaut und wie bekannt, links die Sprachzone trägt.“

### Das Ich und das Über-Ich (Ichideal) (Teil III)
Aus dem Ich entwickelt sich die dritte Instanz des psychischen Apparats, das Über-Ich. Es ist ein „Stück des Ichs“ (S. 296), das sich dem Ich entgegensetzt. Freud hatte diese Instanz in früheren Arbeiten als Ichideal und Ideal-Ich bezeichnet; in Das Ich und das Es führt er den Terminus Über-Ich ein; er verwendet hier alle drei Bezeichnungen nebeneinander und als Synonyme füreinander. Neu ist der Gedanke, dass das Über-Ich (oder Ichideal) teilweise unbewusst ist.
Die Quelle des Über-Ichs sind die Objektbesetzungen der frühen Kindheit. Unter Objekten versteht Freud Personen oder Körperteile oder Gegenstände, auf die die Triebe sich richten, um an ihnen ihre Befriedigung zu finden. Diese Objekte werden in dem Sinne „besetzt“, als die psychische Energie, beispielsweise die Libido, sich auf diese Objekte richtet und dadurch gebunden wird. Die frühesten Objektbesetzungen sind die sexuellen Triebbeziehungen zu Eltern und Geschwistern; dabei nimmt die Besetzung der Mutter von der Mutterbrust ihren Ausgang. Diese sexuellen Besetzungen gehen mit aggressiven Beziehungen zum jeweils konkurrierenden Elternteil einher. Das Ich gerät mit diesen Objektbesetzungen, die vom Es vorgenommen werden, in Konflikt; durch diesen Konflikt gerät es in eine Krise, den Ödipuskomplex, den Freud auf die Zeit vom dritten bis zum fünften Lebensjahr datiert; das Kind überwindet diese Krise durch gewisse Modifikationen des Ichs: durch die Identifizierung mit den Eltern. Aus diesen Identifizierungen besteht das Über-Ich.
Bei der Entstehung des Über-Ichs kommen zwei Formen der Identifizierung zum Tragen: die primäre und die sekundäre Identifizierung.
Die primäre Identifizierung mit dem Vater oder mit den Eltern findet bereits in der oralen Phase statt, also im Säuglingsalter. Ihr Modell ist die orale Einverleibung, die Introjektion; Objektbesetzung und Identifizierung lassen sich hierbei noch nicht unterscheiden. Diese frühen Identifizierungen sind ambivalent, zugleich zärtlich und feindselig. Bei der Überwindung der ödipalen Krise werden die primären Identifizierungen verstärkt.
Sekundäre Identifizierungen bestehen darin, dass frühere Objektbesetzungen in Identifizierungen umgewandelt werden. Eine solche Umwandlung vollzieht sich vor allem dann, wenn das Objekt ein „verlorenes Objekt“ (S. 296) ist, wenn es aufgegeben werden muss. Indem sich das Ich den verlorenen Objekten ähnlich macht, bietet es sich, in einer narzisstischen Wendung, dem Es als Ersatzobjekt an; es verwandelt dabei die Libido des Es in desexualisierte narzisstische Libido und vollzieht damit eine Sublimierung. Sekundäre Identifizierungen führen nicht immer dazu, dass die Objektbesetzungen vollständig zurückgezogen werden; die Identifizierungen können die Objektbeziehungen „in gewissem Sinne konservieren“ (S. 297), beispielsweise dadurch, dass die Objektbesetzungen verdrängt werden und in dieser Form erhalten bleiben. Am Ende der ödipalen Phase findet eine solche Umwandlung von Objektbesetzungen in Identifizierungen zum ersten Mal statt. Dieser Mechanismus ist auch für die spätere Ich-Entwicklung bestimmend; er beeinflusst dann aber nicht mehr nur die Entwicklung des Über-Ichs, sondern auch des Ichs; beispielsweise ist das, was man den Charakter des Ichs nennt, ein Niederschlag aller aufgegebenen Objektbesetzungen.
Beim sogenannten „vollständigen Ödipuskomplex“ werden beide Eltern sexuell besetzt und beide zugleich als Rivalen begriffen und deshalb aggressiv besetzt. Die Identifizierungen ermöglichen es dem Kind, diese beiden triebhaften Beziehungen aufzugeben. Die Objektbesetzungen verschwinden hierdurch jedoch nicht einfach. Die libidinöse Besetzung der Elternobjekte wird verdrängt und bleibt dadurch erhalten. Die aggressive Besetzung wird umgewandelt in die Aggression des Über-Ichs gegen das Ich.
Beim Jungen sieht das Ergebnis im Normalfall so aus:
- Identifizierung mit dem Vater,
  - hierdurch Verdrängen und unbewusstes Konservieren der libidinösen Beziehung zur Mutter
  - sowie Ersetzen der aggressiven Beziehung zum Vater durch die Aggression der väterlichen Komponente des Über-Ichs gegen das Ich;
- gleichzeitig Identifizierung mit der Mutter,
  - hierdurch Verdrängen und unbewusstes Konservieren der libidinösen Beziehung zum Vater
  - und Ersetzen der aggressiven Beziehung zur Mutter durch die Aggression der mütterlichen Komponente des Über-Ichs gegen das Ich.

Die Stärke der beiden Identifizierungen hängt von der Beschaffenheit der angeborenen Bisexualität ab, nämlich davon, wie stark die beiden angeborenen geschlechtlichen Anlagen ausgeprägt sind. Hier kommt bei der Herausbildung des Über-Ichs ein angeborener Faktor zum Tragen.
Das Über-Ich ist also ein Überbleibsel der ersten Objektwahlen des Es. Das Über-Ich hat aber zugleich die Bedeutung einer energischen Reaktionsbildung gegen diese Objektwahlen, es bekämpft sie. Das Über-Ich ermahnt das Ich: „So (wie der Vater) sollst du sein“, und es umfasst zugleich das Verbot: „So (wie der Vater) darfst du nicht sein, das heißt, nicht alles tun, was er tut; manches bleibt ihm vorbehalten.“ (S. 301 f.)

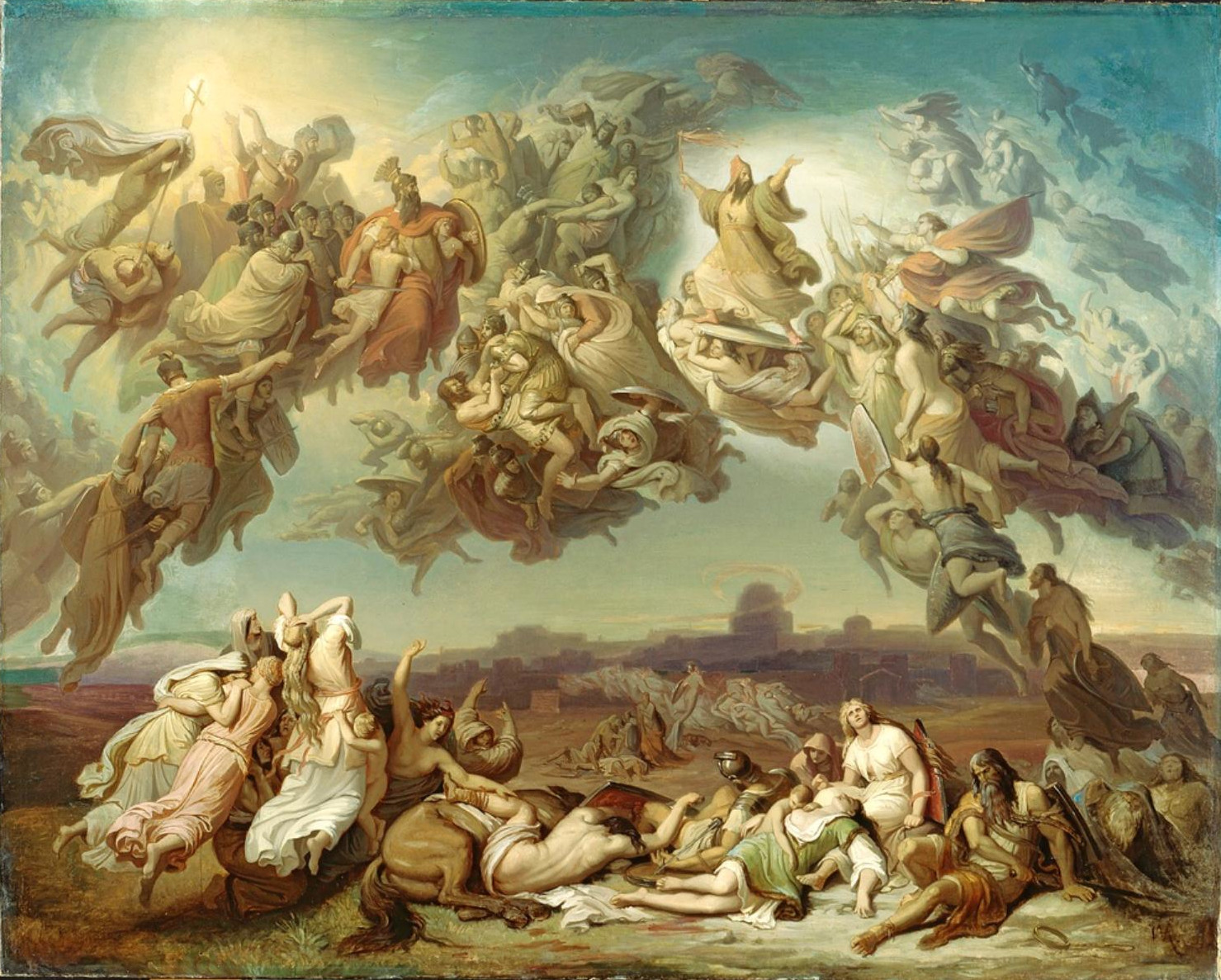
Wilhelm von Kaulbach, Die Hunnenschlacht, um 1850

Das Über-Ich tritt dem Ich gegenüber als Vertreter der Eltern-Autoritäten auf, und damit als Repräsentant der triebhaften Beziehungen zu ihnen, als „Anwalt der Innenwelt, des Es“ (S. 303). Der Kampf des Ichs mit dem Es – gegen die libidinösen und aggressiven Objektbesetzungen – kommt durch die Identifizierungen also nicht zum Abschluss; er setzt sich in einer höheren Region fort. Freud vergleicht das mit Kaulbachs Gemälde der Hunnenschlacht, auf dem die toten Krieger im Himmel über dem Schlachtfeld weiterkämpfen. Das Über-Ich ist der Ursprung des Gewissens, der Religion, der Moral und der sozialen Gefühle; das Niedrigste – die triebhaften Bindungen an die Eltern – wird so zur Quelle des Höchsten.
Das Es enthält aber auch bestimmte Erlebnisse des Ichs, die sich im Lauf der Generationen wiederholt haben und die weitervererbt werden. Wenn das Ich sein Über-Ich aus dem Es schöpft – aus den frühen Objektbesetzungen – so bringt es damit vielleicht nur ältere Ichgestalten wieder zum Vorschein.

### Die beiden Triebarten (Teil IV)
Das Es unterliegt dem Einfluss der Triebe, so wie das Ich dem Einfluss der Wahrnehmungen und damit der Außenwelt ausgesetzt ist. Allerdings ist nicht nur das Es der Triebeinwirkung unterworfen, sondern auch das Ich sowie das Über-Ich. Die Wirkungen der Triebe verteilen sich also über den gesamten psychischen Apparat, das Es stellt nur die Haupt-Einwirkungsstelle dar.
Freud knüpft an die in Jenseits des Lustprinzips von 1920 vorgestellte Triebtheorie an, wonach es zwei Hauptgruppen von Trieben gibt, den Eros (in Jenseits des Lustprinzips meist Lebenstrieb geheißen) und den Todestrieb. Der Eros strebt danach, immer größere Einheiten zu bilden; zu ihm gehören die Sexualtriebe und die Selbsterhaltungstriebe. Der Todestrieb hingegen zielt darauf ab, die Einheiten aufzulösen und das Lebendige in einen anorganischen Zustand zu überführen. Beide Triebarten sind konservativ: beide streben danach, einen früheren Zustand wiederherzustellen. Jeder dieser beiden Triebarten ist ein besonderer physiologischer Prozess zugeordnet: dem Lebenstrieb der Aufbau, dem Todestrieb der Zerfall. Diese beiden Triebarten sind in sämtlichen Lebewesen wirksam, angefangen bei den Einzellern.
Die beiden Triebe können sich mischen und entmischen. Der Todestrieb richtet sich primär nach innen und zielt hier auf Selbstzerstörung. Durch die Mischung mit dem Eros wird er teilweise nach außen abgelenkt und verwandelt sich so in Aggression und Destruktion. Die Entmischung der beiden Triebe führt dazu, dass der Todestrieb sich verstärkt; mit einem entmischten Todestrieb hat man es etwa beim Sadismus zu tun, nicht als sexueller Partialtrieb, sondern als Perversion verstanden.
Ein Einwand gegen diese Triebtheorie könnte lauten, dass sich ja Fälle der Umwandlung von Liebe in Hass beobachten lassen, etwa bei der Entstehung des Verfolgungswahns, oder auch der umgekehrte Vorgang, etwa die Umwandlung von Rivalität in Liebe bei der Entstehung der Homosexualität; eine solche Umwandlungsmöglichkeit spräche gegen die These von der qualitativen Verschiedenheit der beiden Triebarten. Tatsächlich aber, so meint Freud, hat man es in solchen Fällen nicht mit der Umwandlung der einen Triebart in die andere zu tun. Die Beziehung war vielmehr von Anfang an ambivalent; die scheinbare Umwandlung besteht in Wirklichkeit darin, dass der einen Triebart Energie entzogen und der anderen Triebart Energie zugeführt wird.
Freud nimmt also an, dass es im Ich und im Es eine Energie gibt, die zwischen den beiden Triebarten verschoben werden kann, wodurch sich die eine Triebart verstärkt und die andere abschwächt. Er vermutet, dass es sich hierbei um narzisstische, also desexualisierte und sublimierte Libido handelt. Er nimmt an, dass diese verschiebbare Libido im Dienste des Lustprinzips steht, dass sie also dazu dient, ein Ansteigen der Erregung zu vermeiden und für rasche Spannungsabfuhr zu sorgen. Auf welchem Wege die Abfuhr erfolgt und an welchen Objekten, ist bei den Besetzungsvorgängen im Es gleichgültig; dies gilt besonders für die Übertragungen in der Analyse, die auf jeden Fall vollzogen werden müssen, unabhängig von den konkreten Personen. Das Ich hingegen achtet stärker auf die Wege der Erregungsabfuhr und auf die Auswahl des Objekts. Die narzisstische Verschiebungsenergie dient zur Herstellung der Einheitlichkeit des Ichs und steht damit im Dienste des Eros, der Tendenz zu vereinigen.
Die im Rahmen der Abhandlung entscheidende Frage ist nun, wie sich die unterschiedlichen Bereiche des Seelenlebens zu den beiden Triebarten verhalten und in welcher Beziehung das Lustprinzip, von dem das Seelenleben beherrscht wird, zu den beiden Triebarten steht sowie zu den Instanzen des psychischen Apparats.
Die Beziehung des Ichs zum Eros ist dadurch geprägt, dass sich das Ich dem Eros als Liebesobjekt anbietet und damit die Libido des Es entsexualisiert. Auf diese Weise arbeitet das Ich den Absichten des Eros zuwider; es stellt sich in den Dienst des Todestriebs. Zu Anfang, während das Ich noch in Bildung begriffen ist, ist alle Libido im Es angehäuft, und das Es sendet einen Teil dieser Libido auf erotische Objektbeziehungen aus. Wenn das Ich erstarkt, bemächtigt es sich dieser Objektlibido und drängt sich dem Es als Liebesobjekt auf. Der Narzissmus des Ichs ist also immer sekundär.
Für die Beziehung des Es zum Eros ist entscheidend, dass die Sexualtriebe als eine Art Störenfried fungieren. Sie führen immer neue Spannungen in das Es ein und verhindern so, dass das Niveau der Trieberregungen im Es sinkt und Lust entsteht. Das Es bekämpft die vom Eros hervorgerufenen Störungen und bedient sich dabei des Lustprinzips. Das Es verfolgt sein Ziel durch beschleunigte Nachgiebigkeit gegen die Forderungen der nicht desexualisierten Libido sowie dadurch, dass es sich im Geschlechtsakt der sexuellen Substanzen entledigt, der gesättigten Träger der erotischen Spannungen. Das Lustprinzip wird vom Es also in den Dienst des Todestriebs gestellt.

### Die Abhängigkeiten des Ichs (Teil V)
Die Psychoanalyse soll dem Ich die fortschreitende Eroberung des Es möglich machen. Sie betrachtet das Ich jedoch zugleich als ein „armes Ding“ (S. 322), das in dreierlei Abhängigkeiten steht: vom Über-Ich, von der Außenwelt und vom Es. Die Beziehung des Ichs zum Über-Ich ist durch das Schuldgefühl des Ichs geprägt, hervorgerufen durch die Kritik des Über-Ichs am Ich. Dieses Schuldgefühl ist auch bei den Normalen zu einem großen Teil unbewusst; es äußert sich im Bedürfnis, bestraft zu werden und zu leiden, in der psychoanalytischen Therapie in dem Bestreben, nicht gesund zu werden. Im Verhältnis zwischen der Außenwelt und dem Es versucht das Ich zu vermitteln. Es bemüht sich, das Es den Ansprüchen der Außenwelt zu unterwerfen: durch das Realitätsprinzip, die Entsexualisierung der Libido und die Umwandlung von Objektbesetzungen in Identifizierungen. Jedoch ist das Ich im Verhältnis zum Es zugleich „ein unterwürfiger Knecht, der um die Liebe seines Herrn wirbt“ (S. 322) und der zu diesem Zweck dessen unbewusste Gebote mit seinen Rationalisierungen überzieht. Den drei Abhängigkeiten entsprechen drei Gefahren und drei Arten von Angst: die neurotische Libidoangst im Verhältnis zum Es; die Realangst im Verhältnis zur Außenwelt, z. B. die Angst, verlassen zu werden; die Gewissensangst (das Schuldgefühl) im Verhältnis zum Über-Ich. Von den Autoritäten, die zum Über-Ich wurden, drohte einst die Kastration; die Quelle der Gewissensangst ist deshalb die Kastrationsangst. Das Ich ist die eigentliche Angststätte.

## Weiterentwicklung der Topik
Freud hat sein Modell der Psyche in den Werken nach „Das Ich und das Es“ noch weiterentwickelt.

### DieNeue Folge der Vorlesungen
1933 veröffentlicht Freud eine fiktive Vorlesungsreihe mit dem Titel Neue Folge der Vorlesungen zur Einführung in die Psychoanalyse. Die 31. Vorlesung trägt den Titel Die Zerlegung der psychischen Persönlichkeit. Ihr Inhalt deckt sich weitgehend mit den zehn Jahre zuvor erschienenen Ausführungen in Das Ich und das Es. Stärker noch als dort knüpft er in der 31. Vorlesung an frühere Arbeiten zum Unbewussten und zu den Trieben an und integriert sie in das Es-Ich-Überich-Modell. Die wichtigsten Präzisierungen und Änderungen gegenüber Das Ich und das Es werden im Folgenden zusammengefasst.
Das Verhältnis zwischen den Trieben und dem Es wird von Freud in der 31. Vorlesung schärfer gefasst als in Das Ich und das Es. Man erfährt jetzt, dass das Es „am Ende gegen das Somatische offen“ (S. 511) ist; „es nehme dort die Triebbedürfnisse in sich auf, die in ihm ihren psychischen Ausdruck finden, wir können aber nicht sagen, in welchem Substrat“ (S. 511). Die Triebbedürfnisse werden an dieser Stelle als etwas Physisches aufgefasst, das außerhalb des Es liegt; das Es selbst enthält die psychischen Repräsentanten dieser physischen Triebbedürfnisse, die „Triebrepräsentanzen“, wie er es in früheren Arbeiten genannt hat. Das „Substrat“, in dem die Triebe ihren Ausdruck finden, wurde in Das Ich und das Es als „Empfindungen“ und „Gefühle“ umschrieben. Das Es besteht demnach einerseits aus den psychischen Triebrepräsentanzen – unbewussten Empfindungen und Gefühlen mit Spannungscharakter, die gebieterisch auf sofortige Abfuhr drängen – und andererseits aus dem Verdrängten, also aus Vorstellungen, die früher bewusst waren und die durch den Verdrängungswiderstand des Ichs daran gehindert werden, wieder bewusst zu werden.
Freud schreibt dem Es außerdem eine Reihe von Merkmalen zu, die er im Rahmen der ersten Topik dem Unbewussten zugeschrieben hatte. Er betont vor allem, dass im Es die logischen Denkgesetze nicht gelten, vor allem nicht der Satz vom Widerspruch, und dass das Es keine Negation kennt, ohne die der Satz vom Widerspruch nicht formuliert werden kann. Im Es findet sich aber auch nichts, was der Zeitvorstellung entspricht: Wunschregungen sind virtuell unsterblich.
Was das Ich angeht, so weist Freud besonders darauf hin, dass es nach Synthese seiner Inhalte drängt, nach Zusammenfassung und Vereinheitlichung – ein Zug, der dem Es völlig abgehe.
Klarer als in Das Ich und das Es unterscheidet Freud in der 31. Vorlesung verschiedene Funktionen des Über-Ichs: die beobachtende, die verbietende, die verurteilende und die strafende Funktion. In Das Ich und das Es hatte er das Über-Ich mit dem Ichideal gleichgesetzt; in der 31. Vorlesung werden beide voneinander unterschieden. Das Über-Ich, so heißt es jetzt, „ist auch der Träger des Ichideals, an dem das Ich sich mißt, dem es nachstrebt, dessen Anspruch auf immer weitergehende Vervollkommnung es zu erfüllen bemüht ist. Kein Zweifel, dieses Ichideal ist der Niederschlag der alten Elternvorstellung, der Ausdruck der Bewunderung jener Vollkommenheit, die das Kind ihnen damals zuschrieb.“ (503)

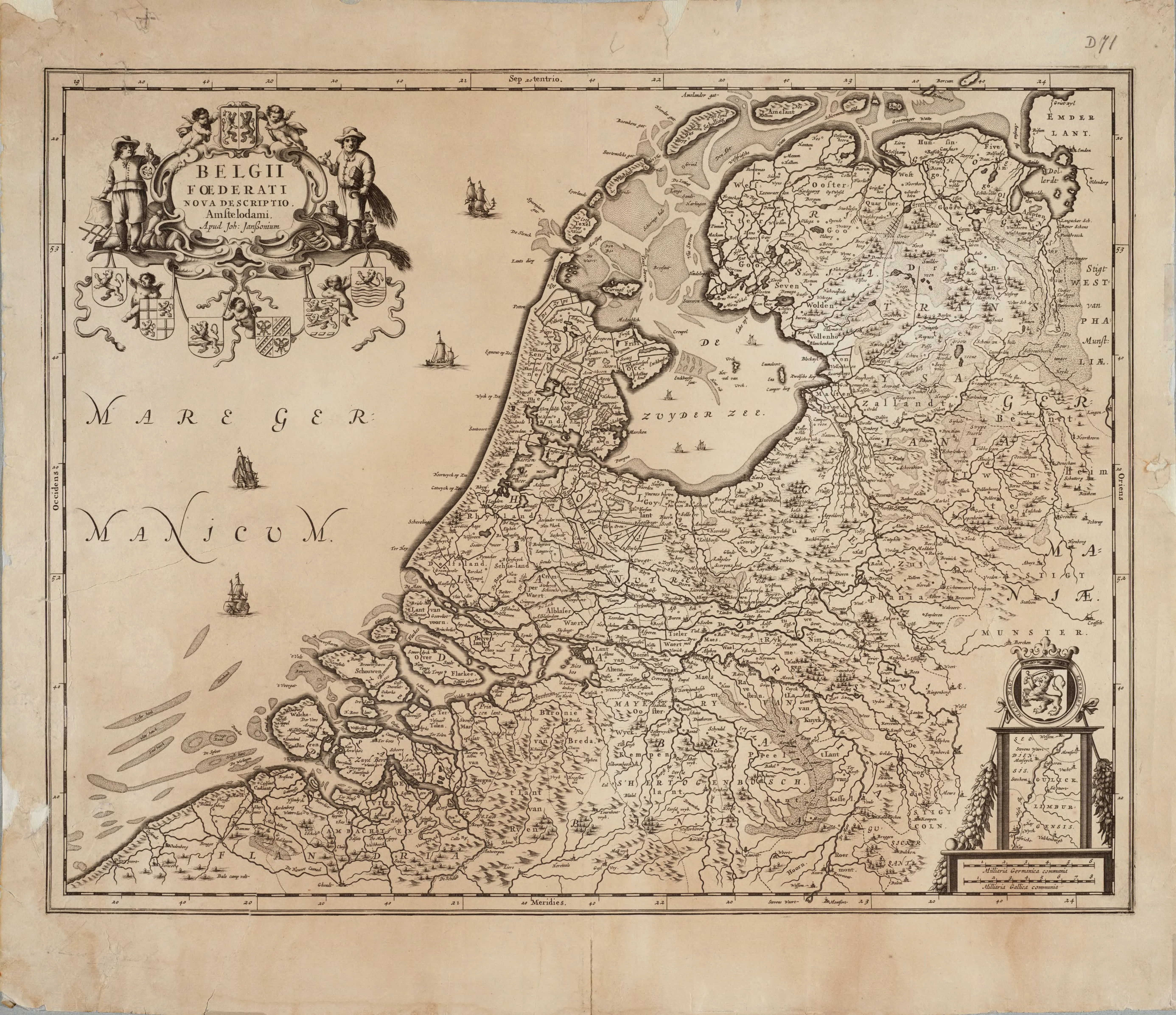
Zuiderzee, Karte von 1658

Die Eltern folgen in der Erziehung ihrer Kinder den Vorschriften des eigenen Über-Ichs, d. h. sie handeln auf der Grundlage ihrer Identifizierung mit ihren eigenen Eltern. Das Über-Ich des Kindes wird deshalb nicht nach dem Vorbild der Eltern, sondern nach dem des elterlichen Über-Ichs aufgebaut und damit zum Träger der Tradition.
Die Verdrängung wird vom Über-Ich durchgeführt, entweder von ihm selbst oder in seinem Auftrag vom gehorsamen Ich.
Die Absicht der Psychoanalyse besteht darin,

„das Ich zu stärken, es vom Über-Ich unabhängiger zu machen, sein Wahrnehmungsfeld zu erweitern und seine Organisation auszubauen, so daß es sich neue Stücke des Es aneignen kann. Wo Es war, soll Ich werden.
Es ist Kulturarbeit etwa wie die Trockenlegung der Zuydersee.“

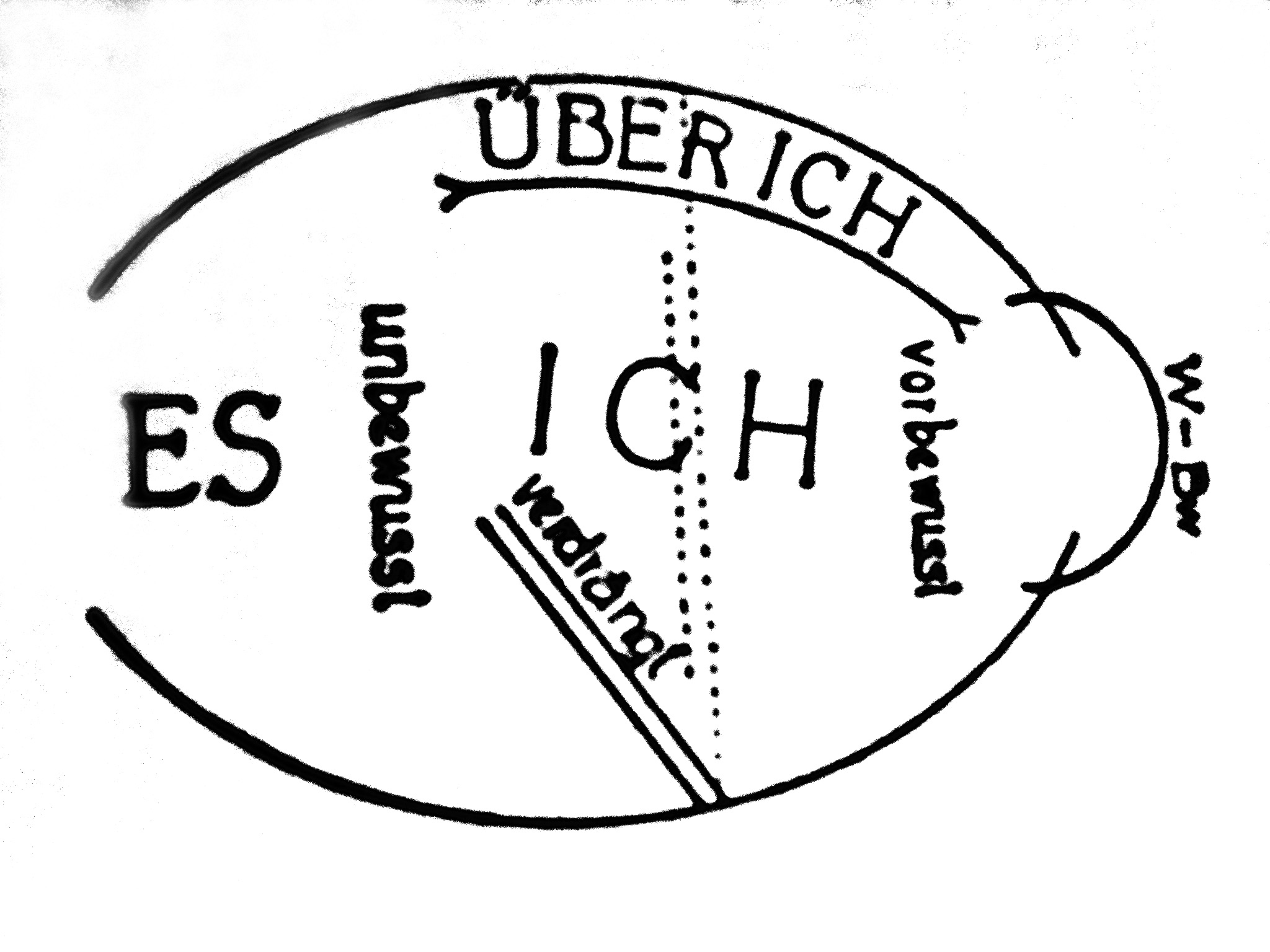
Freuds graphische Darstellung der „Strukturverhältnisse der seelischen Persönlichkeit“ in der „Neuen Folge der Vorlesungen“, 1933.

In der 31. Vorlesung findet sich eine zeichnerische Darstellung des Aufbaus der psychischen Persönlichkeit, eine Weiterentwicklung des Diagramms aus Das Ich und das Es.
- Wieder ist das Wahrnehmungssystem bzw. -bewusstsein vertreten, in der Zeichnung mit W-Bw. bezeichnet. Dieses bildet die Schnittstelle zur Außenwelt. (Siehe auch Abschnitt Das Ich und das Es (Teil II))
- Das Über-Ich, das in der ersten Zeichnung fehlte, hat jetzt neben dem Ich seinen Ort gefunden; nach unten hin taucht es in das Es ein, womit die Herkunft des Über-Ichs aus den frühkindlichen Gefühlsbindungen an die Eltern angedeutet wird.
- Das Es ist jetzt in der Zeichnung nach unten hin geöffnet, um die Öffnung gegenüber dem Somatischen anzudeuten, gegenüber dem physischen Aspekt der Triebe.
- Neben dem Vorbewussten und dem Bewusstsein ist jetzt auch das Unbewusste in der Zeichnung repräsentiert; vom Vorbewussten ist es durch eine doppelte punktierte waagerechte Linie getrennt. Das neue Strukturschema zeigt an, dass das Es keineswegs mit dem Unbewussten gleichzusetzen ist: das Unbewusste umfasst nicht nur das Es, sondern auch große Teile des Ichs und des Über-Ichs.

Freud zufolge hat die von ihm „anspruchslos“ genannte Zeichnung einen Fehler:

„Es ist gewiß heute schwer zu sagen, inwieweit die Zeichnung richtig ist; in einem Punkt ist sie es gewiß nicht. Der Raum, den das unbewußte Es einnimmt, müßte unvergleichlich größer sein als der des Ichs oder des Vorbewußten. Ich bitte, verbessern Sie das in ihren Gedanken.“

### DerAbriss der Psychoanalyse
Im Abriss der Psychoanalyse (geschrieben 1939, veröffentlicht 1940) unternimmt Freud einen umfassenden Versuch, das von ihm entwickelte Theoriegebäude in das Drei-Instanzen-Modell von Es, Ich und Über-Ich zu integrieren. Er knüpft hierbei an die Darstellungen in Das Ich und das Es und in der Neuen Folge der Vorlesungen an. Wichtige Präzisierungen und Neuerungen werden im Folgenden zusammengefasst.
Das Es enthält zwei Arten von Elementen: das Angeborene – der psychische Ausdruck der organischen Triebe – und das Erworbene, nämlich das Verdrängte. Die Erregungen drängen im Es tyrannisch auf sofortige Abfuhr, ohne Rücksicht auf die Gefahren, die von der Außenwelt drohen („Primärprozess“).
Die beiden Grundtriebe, die hier „Eros“ und „Destruktion“ genannt werden, entsprechen dem im Anorganischen herrschenden Gegensatz von Anziehung und Abstoßung. Als frühen Gewährsmann für seinen Triebdualismus verweist Freud auf den griechischen Naturphilosophen Empedokles, für den der Kosmos auf dem Urgegensatz von Liebe und Hass beruht.
Zur Frage der Libido – der Energie des Eros – macht Freud zwei Aussagen, die nur schwer zu vereinbaren sind:
- Am Anfang der Entwicklung des Individuums ist alle Libido im undifferenzierten Ich-Es aufgespeichert (These vom sekundären Charakter des Narzissmus).
- Am Anfang ist der gesamte verfügbare Betrag von Libido im Ich aufgespeichert (These vom primären Charakter des Narzissmus).

Das Ich ist in seinem Verhältnis zur Außenwelt häufig gespalten. Angst auslösende Wahrnehmungen werden vom Ich sowohl verleugnet als auch zur Kenntnis genommen. Der Musterfall ist der Fetischismus: der Fetischist verleugnet die Wahrnehmung der Penislosigkeit der Frau und bildet ein Ersatzobjekt für das fehlende Organ, nämlich den Fetisch; zugleich jedoch registriert er die Abwesenheit des Penis und empfindet deswegen Kastrationsangst. Diese Ichspaltung ist jedoch keine Spezialität der Fetischisten, sie findet sich auch bei den sogenannten Normalen. Freud zeichnet damit in den psychischen Apparat eine weitere Konfliktlinie ein; neben den
- Kampf zwischen dem Ich und dem Es,
- zwischen dem Über-Ich und dem Ich
- sowie zwischen Eros und Destruktion

tritt jetzt
- eine Spaltung innerhalb des Ichs, und zwar bezogen auf dessen Hauptfunktion, die Wahrnehmung der Außenwelt.

Schon in Das Ich und das Es hatte Freud dem Ich die Verdrängungsaktivität zugeschrieben; sie beruht auf dessen unbewussten „Verdrängungswiderständen“. Im Abriss der Psychoanalyse erklärt er, dass dieser Ausdruck eigentlich nicht ganz korrekt sei. Damit spielt er auf die Unterscheidung zwischen „Abwehr“ und „Verdrängung“ an: „Abwehr“ ist die allgemeine Bezeichnung für sämtliche Techniken, deren sich das Ich bedient, um Triebansprüche abzuwehren, „Verdrängung“ bezeichnet einen speziellen Abwehrmechanismus, der darin besteht, dass ein bewusster Inhalt unbewusst gemacht wird.
Das Über-Ich bekommt im Abriss der Psychoanalyse einen noch stärker soziologischen Akzent als in den beiden früheren Darstellungen der zweiten Topik. Im Über-Ich, so erklärt er jetzt, wirke nicht nur das persönliche Wesen der Eltern nach, sondern auch der Einfluss von Familien-, Rassen- und Volkstradition sowie die von den Eltern vertretenen Anforderungen des jeweiligen sozialen Milieus.
Insgesamt repräsentiert das Ich die Macht der Gegenwart, Es und Über-Ich hingegen vertreten die Macht der Vergangenheit; das Es repräsentiert die organische, das Über-Ich die kulturelle Vergangenheit.
Auch der therapeutische Prozess wird von Freud im Abriss in den Kategorien von Es, Ich und Über-Ich beschrieben. Ein Individuum geht dann in eine Therapie, wenn das Ich die Aufgaben, die ihm von der Außenwelt gestellt werden, nicht mehr bewältigen kann, also aufgrund einer Schwäche des Ichs. Diese Schwäche bezieht sich aber nicht nur auf das Verhältnis zur Außenwelt; die Energie des Ichs verzehrt sich in vergeblichen Versuchen, die Ansprüche des Es abzuwehren und seine Aktivitäten werden durch strenge Verbote des Über-Ichs gehemmt.
Der Psychoanalytiker kommt dem geschwächten Ich zur Hilfe. Er schließt mit dem Patienten einen Vertrag: volle Aufrichtigkeit des Kranken gegen die Diskretion und das professionelle Können des Analytikers. Hierbei verbündet sich der Analytiker mit dem Ich des Patienten gegen die Triebansprüche des Es und gegen die Gewissensansprüche des Über-Ichs. Am Anfang der Behandlung stärkt der Analytiker das Ich des Patienten durch Erweiterung von dessen Selbsterkenntnis. In diesem Stadium, während der positiven Übertragung, setzt der Patient den Analytiker an die Stelle seines Über-Ichs. Dies ermöglicht es dem Analytiker, durch Suggestion zu heilen; die hierdurch erzielten Erfolge verflüchtigen sich allerdings rasch, sobald die positive Übertragung in die negative Übertragung umschlägt.
Damit beginnt die wichtigste und längste Phase der Analyse. Der Analytiker hat nun die Aufgabe, die Widerstände zu überwinden, die das Ich des Patienten gegen die Ansprüche des Es ausübt. Dabei stützt sich der Analytiker auf die Auftriebstendenz des Es, also darauf, dass die unbewussten Triebansprüche zu Bewusstsein kommen wollen. Auf diese Weise kommt es zu einer Veränderung der Bündnisstruktur: Der Arzt verbündet sich jetzt mit dem Es des Patienten gegen dessen Ich.

## Einordnung der Schrift
Das Ich und das Es erschien im April 1923; spätestens seit Juli 1922 beschäftigte Freud sich mit dieser Arbeit.
Darstellungen der ersten Topik mit dem Bewusstsein als verdrängender Instanz finden sich im Entwurf einer Psychologie von 1895, im siebten Kapitel von Die Traumdeutung von 1899 und in den metapsychologischen Schriften von 1915.
Die Vorstellung, dass die Psyche aus zwei Teilbereichen besteht, dem Verdrängenden und dem Verdrängten, vertritt Freud von Anfang an: das Verdrängte strebt danach, auf irgendeine Weise wirksam zu werden, und die verdrängende Kraft sucht sie daran zu hindern. Freud nahm zunächst an, dass es sich beim Verdrängenden um das Bewusstsein handelt bzw. um das Ich, das von ihm ebenfalls zunächst als bewusst begriffen wurde. Auf die Möglichkeit, dass wesentliche Teile des Ichs unbewusst sein könnten, hatte Freud zuerst 1920 in Jenseits des Lustprinzips hingewiesen.
Für die Herkunft des Begriffs Es verweist Freud ausdrücklich auf Georg Groddeck; er vermutet, Groddeck sei dem Beispiel Nietzsches gefolgt, womit er sich allerdings irrt. Freuds Auffassungen über das Es haben sich nach Das Ich und das Es nicht mehr verändert.
Die These, die narzisstische Libido beruhe immer auf einer Umwandlung von Objektlibido, wird von Freud in dieser Schrift erstmals vorgetragen. Seine Auffassungen zu dieser Frage haben sich geändert. Die Libido kann entweder die Objekte besetzen oder das Ich; die erste Form der Libido wird von Freud „Objektlibido“ genannt, die zweite „narzisstische Libido“ oder „Ichlibido“. Die Frage lautet dann: Ist alle Libido zunächst narzisstische Libido und wird sie dann auf Objekte verschoben? Oder ist sie zunächst Objektlibido und wird sie später teilweise von den Objekten abgezogen und auf das Ich gerichtet? Anders gefragt: ist die narzisstische Libido primär oder sekundär? In der Arbeit Zur Einführung des Narzissmus von 1914 hatte Freud geschrieben, die Libido besetze zunächst das Ich und werde von hier aus an die Objekte abgegeben. Diese Auffassung vom primären Charakter der narzisstischen Libido hatte er in der dritten Auflage der Drei Abhandlungen zur Sexualtheorie von 1915 bekräftigt, ebenso in Jenseits des Lustprinzips von 1920. In Das Ich und das Es, also 1923, vertritt er jedoch die entgegengesetzte Position: die narzisstische Libido ist immer sekundär. Das sieht nach einem klaren Positionswechsel aus. Allerdings schreibt er etwa ein Jahr später in der Lebensbeschreibung von 1925, das Ich bleibe das große Libidoreservoir, von dem die Objektbesetzungen ausgeschickt werden, und auch im Abriss der Psychoanalyse, der 1938 geschrieben und 1940 veröffentlicht wurde, heißt es, die gesamte Libido sei anfänglich im Ich aufgespeichert. Ob diese Auffassungen sich versöhnen lassen, ist unter Freud-Experten umstritten.
Der Begriff Ich ist in der Philosophie lange vor Freud in Gebrauch; man findet ihn etwa bei Berkeley, bei Kant und bei Fichte. Freud verwendet den Ausdruck in früheren Schriften teilweise für einen bestimmten Teil der Psyche, wie dann auch in Das Ich und das Es, teilweise aber für den Menschen als Ganzes einschließlich seines Körpers. Freuds gründlichere Erforschung des Ichs begann 1909 mit der Entwicklung der Narzissmus-Hypothese, wichtige Arbeiten zum Ich sind die Schreber-Analyse Psychoanalytische Bemerkungen über einen autobiographisch beschriebenen Fall von Paranoia (1911), die Arbeit Zur Einführung des Narzissmus (1914) und die Abhandlung Das Unbewusste (1915).
Die Selbstkritik und das damit zusammenhängende Schuldgefühl hatten Freud vor allem im Zusammenhang mit der Zwangsneurose beschäftigt. In der Arbeit Zwangshandlungen und Religionsübungen (1909) stellt er fest, dass Selbstvorwürfe auch unbewusst sein können. In der Narzissmus-Arbeit von 1914 entwickelt er die Hypothese, dass es im Ich eine besondere psychische Instanz geben könne, die die Aufgabe hat, das Ich zu beobachten und am Ichideal oder Ideal-Ich zu messen. In Massenpsychologie und Ich-Analyse lässt er die Unterscheidung zwischen der beobachtenden Instanz und dem Ideal fallen; die Instanz selbst wird hier als Ichideal bezeichnet. In Das Ich und das Es tritt das Über-Ich zu Beginn als Entsprechung zum Ichideal auf, später im Text wird seine mahnende und verbietende Funktion betont. Nach Das Ich und das Es verschwindet der Begriff des Ichideals fast vollständig aus Freuds Schriften. 1933 wird er jedoch noch einmal kurz erwähnt, nämlich in der 33. Vorlesung der Neuen Folge der Vorlesungen zur Einführung in die Psychoanalyse. Das Über-Ich, so heißt es dort, sei auch „der Träger des Ichideals, an dem das Ich sich mißt, dessen Anspruch es zu erfüllen bemüht ist. Kein Zweifel, dieses Ichideal ist der Niederschlag der alten Elternvorstellung, der Ausdruck der Bewunderung jener Vollkommenheit, die das Kind ihnen damals zuschrieb.“
Den Mechanismus der Ersetzung einer Objektbesetzung durch eine Identifizierung hatte Freud erstmals in der Leonardo-Studie beschrieben, um einen bestimmten Typ von Homosexualität zu erklären, wenn nämlich der Junge die Liebe zu seiner Mutter dadurch ersetzt, dass er sich mit ihr identifiziert (Eine Kindheitserinnerung des Leonardo da Vinci, 1908). In der Arbeit Trauer und Melancholie (1917) erklärte er mit diesem Mechanismus die Entstehung der Melancholie. In Massenpsychologie und Ich-Analyse (1921) folgten weitere Erläuterungen zu den verschiedenen Arten der Identifizierung. Freuds endgültige Anschauung über die Herkunft des Über-Ichs aus den frühesten Objektbeziehungen des Kindes findet sich aber erst in Das Ich und das Es.

### Ausgaben
Sigmund Freud: Das Ich und das Es.
- Internationaler Psychoanalytischer Verlag, Leipzig 1923 (Erstdruck)
- In: Ders.: Gesammelte Werke, Bd. 13. Imago, London 1940, S. 237–289
- In: Ders.: Studienausgabe, Bd. 3. Psychologie des Unbewussten. Fischer Taschenbuch-Verlag, Frankfurt am Main 2000, ISBN 3-596-50360-4, S. 273–330 (mit editorischem Vorwort und Anmerkungen zur Begriffsgeschichte; nach dieser Ausgabe wird oben zitiert)
- In: Ders.: Das Ich und das Es. Metapsychologische Schriften. Einleitung Alex Holder. Fischer Taschenbuch-Verlag, Frankfurt am Main 1994 und öfter, ISBN 3-596-10442-4

### Sekundärliteratur
- Nadine Amar, Gérard Le Gouès, Georges Pragier (Hg.): Surmoi. Band II: Les développements postfreudiens. Presses universitaires de France, Paris 1995, ISBN 2-13-046406-8
- Janine Chasseguet-Smirgel: L'idéal du moi. Essai psychoanalytique sur la maladie d'idéalité. Tchou, Paris 1975; Neuausgabe unter dem Titel La maladie d'idéalité. Essai psychanaltytique sur l'idéal du moi. Paris, Editions universitaires 1990, ISBN 2-7113-0397-7 (deutsch: Das Ichideal. Psychoanalytischer Essay über die 'Krankheit der Idealität'. Übersetzt von Jeannette Friedeberg. Suhrkamp, Frankfurt am Main 1981, ISBN 3-518-07578-0)
- Jean-Luc Donnet: Surmoi. Band I: Le concept freudien et la règle fondamentale. Presses universitaires de France, Paris 1995, ISBN 2-13-045481-X
- Anna Freud: Das Ich und die Abwehrmechanismen. Internationaler Psychoanalytischer Verlag, Wien 1936.- Nachdrucke: Kindler, München 1964, ISBN 3-463-18001-4; Fischer Taschenbuch-Verlag, Frankfurt am Main 1983, ISBN 3-596-42001-6
- Georg Groddeck: Das Buch vom Es. Psychoanalytische Briefe an eine Freundin. Internationaler Psychoanalytischer Verlag, Leipzig 1923.- Neuausgabe herausgegeben v. Samuel Müller und Wolfram Groddeck. Bd. 1: Textband. Bd. 2: Manuskriptedition, Materialien und Briefe. Stroemfeld, Basel 2004, ISBN 3-87877-831-7
- Heinz Hartmann: Ich-Psychologie und Anpassungsproblem. Klett: Stuttgart 1960 (Nachdruck aus Psyche, 14. Jg. 1960)
- Heinz Hartmann: Essays on ego psychology. Selected problems in psychoanalytic theory. Hogarth, London 1964 (deutsch: Ich-Psychologie. Studien zur psychoanalytischen Theorie. Übersetzt von Marianne von Eckardt-Jaffé. Klett, Stuttgart 1972. Eine von Dora Hartmann und Lottie M. Newmann überarbeitete Fassung dieser Übersetzung erschien 1972 bei Klett. Die 2. Aufl. dieser revidierten Übersetzung erschien bei Klett-Cotta, Stuttgart 1997, ISBN 3-608-91847-7)
- Melanie Klein: Zur Entwicklung psychischen Funktionierens (1958). In: Dies.: Gesammelte Schriften III: 1946-1963. Frommann-Holzboog, Stuttgart u. Bad Cannstatt 2000, ISBN 3-7728-1673-8, S. 369–386
- Heinz Kohut: The analysis of the self. International University Press, New York 1971 (deutsch: Narzißmus. Eine Theorie der psychoanalytischen Behandlung narzißtischer Persönlichkeitsstörungen. Übersetzt von Lutz Rosenkötter. Suhrkamp, Frankfurt am Main 1973, mehrere Auflagen, ISBN 3-518-27757-X)
- Max Schur: The id and the regulatory principles of mental functioning. International Universities Press, New York 1966 (dt. Das Es und die Regulationsprinzipien des psychischen Geschehens. Übersetzt von Käte Hügel. S. Fischer, Frankfurt am Main 1973, mehrere Auflagen, ISBN 3-596-27338-2)